# Szabadidő

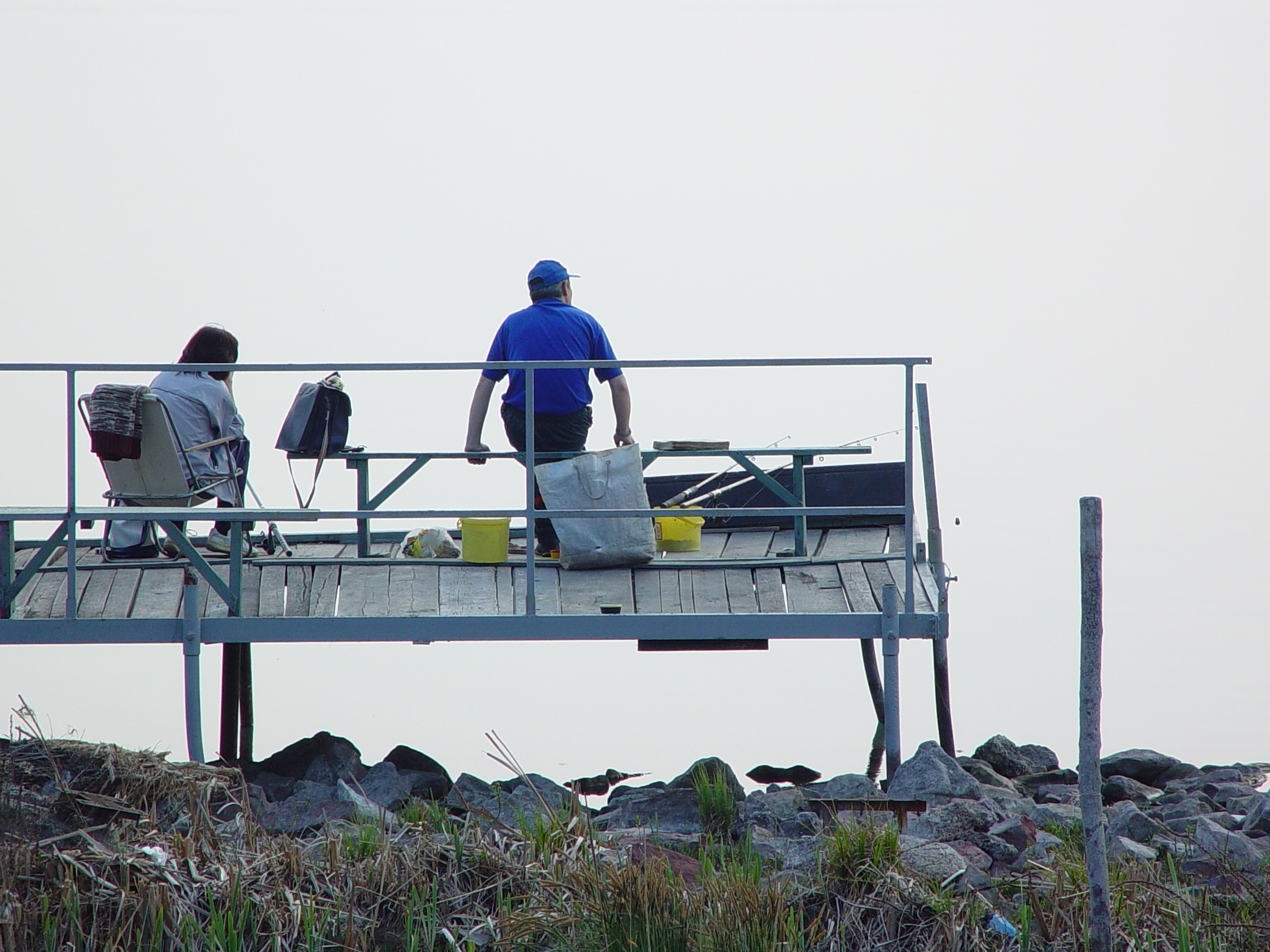
A horgászás aktív és passzív kikapcsolódás

A szabadidő a társadalmilag kötött időn (például munkavégzés) és a testi szükségletek kielégítésén túl fennmaradó szabad felhasználású idő. A szabadidő testi-lelki feltöltődést eredményező felhasználását rekreációnak nevezzük. A szabadidő eltöltése lehet aktív és passzív. A szellemi munkát végző emberek szívesebben töltik szabadidejüket aktív pihenéssel. Mások, akik fizikai munkát végeznek, előnyben részesítik a passzív eltöltését a szabadidejüknek, mint például a tévénézést, olvasást.
A szabadidőt aktívan tölti el az, aki a választott tevékenységnek tevőleges résztvevője, befolyásolója. Ez mindig szellemi, gyakran testi erőfeszítéssel, a képességek, készségek mozgósításával jár. A szabadidő aktív felhasználása a személyiségfejlődésben is fontos szerepet játszik. Az aktív szabadidős tevékenységek közé tartozhatnak a testmozgás, az alkotás, a művelődés és a társas szórakozás különböző formái, a szubkultúrákban való részvétel.
A szabadidő eltöltése passzív, ha a választott tevékenységnek a kikapcsolódáson kívül nincsen különösebb elérendő célja vagy végeredménye és nem igényel nagyobb testi, szellemi erőfeszítést. A szabadidő ilyen eltöltése elsősorban az otthoni pihenésre és az üdülésre jellemző.

## Szociológiában
Olyan tevékenység, amely szemben áll a társadalmi termelési folyamatokban való aktív részvétellel, és az ezzel együtt járó felelősséggel, ugyanakkor nem improduktív. Általában privát tevékenység. A szociológiában kétféle hagyomány szerint értelmezik.
- Formális jegyei alapján: az életciklusok viszonylatában, a munkával szembeállítva és a különböző megnyilvánulásait feldolgozva.
- Történeti és elméleti megközelítésben: a szabadidő jelentősége a társadalmi változásokban, az iparosodás társadalomra és egyénre gyakorolt hatásainak kritikájaként (neo-marxizmus), illetve ezzel szemben a szabadidő-piac kritikájaként (frankfurti iskola). Tekinthető még a közgondolkodással való szembenállásnak is (rituálelmélet).

A mezőgazdaság-alapú társadalmakban a szezonális munka következtében a pihenésnek nagyobb volt a tere, mint az ipari társadalmakban. A fejlett társadalmakban a szabadidő újra nagyobb teret kap, amelyre olyan strukturált iparág épült, hogy a produktív és improduktív tevékenységtípusok közötti határ elmosódik. A kortárs szociológiában az érdeklődés egyre inkább a szabadidős tevékenységek elemzése és elméleti megközelítése felé fordul, aminek következtében a szabadidő egyre inkább elméleti kulcsfogalomnak számít.

## Filozófiában és teológiában
A munkavégzés és a szabadidős tevékenység szembeállítása csak akkor lehetséges, ha mindkettőnek értelme és célja önmagában van. A munka és a szabadidő célja azonban az ember egyéni és közösségi boldogulása, vagyis mindkettő lényege túlmutat önmagán. Különösen az átmenet történelmi korszakaiban jelentős a szabadidő, mert ez biztosítja az alkotó gondolkodás lehetőségét, amelyben a lényegekre és nem a hasznosságokra lehet koncentrálni. A spirituális teológiák a kereszténységben, de még inkább a buddhizmusban az kontempláció, meditáció, imádság és liturgia végzését tekintik az ilyen értelemben vett szabadidő kiemelt tevékenységeinek, melyek lehetővé teszik Isten inspirációinak befogadását.

## Aktív szabadidős tevékenységek
- Szabadidősportok
- Turizmus, természetjárás
- Barkácsolás
- Gyűjtőszenvedély
- Játék
- Kézművesség
- Művészi alkotás
- Meditáció
- Tánc
- Társas összejövetel
- Közösségi tevékenységek
- Tanulás, kutató tevékenység
- Pihenés